# GRB 060614

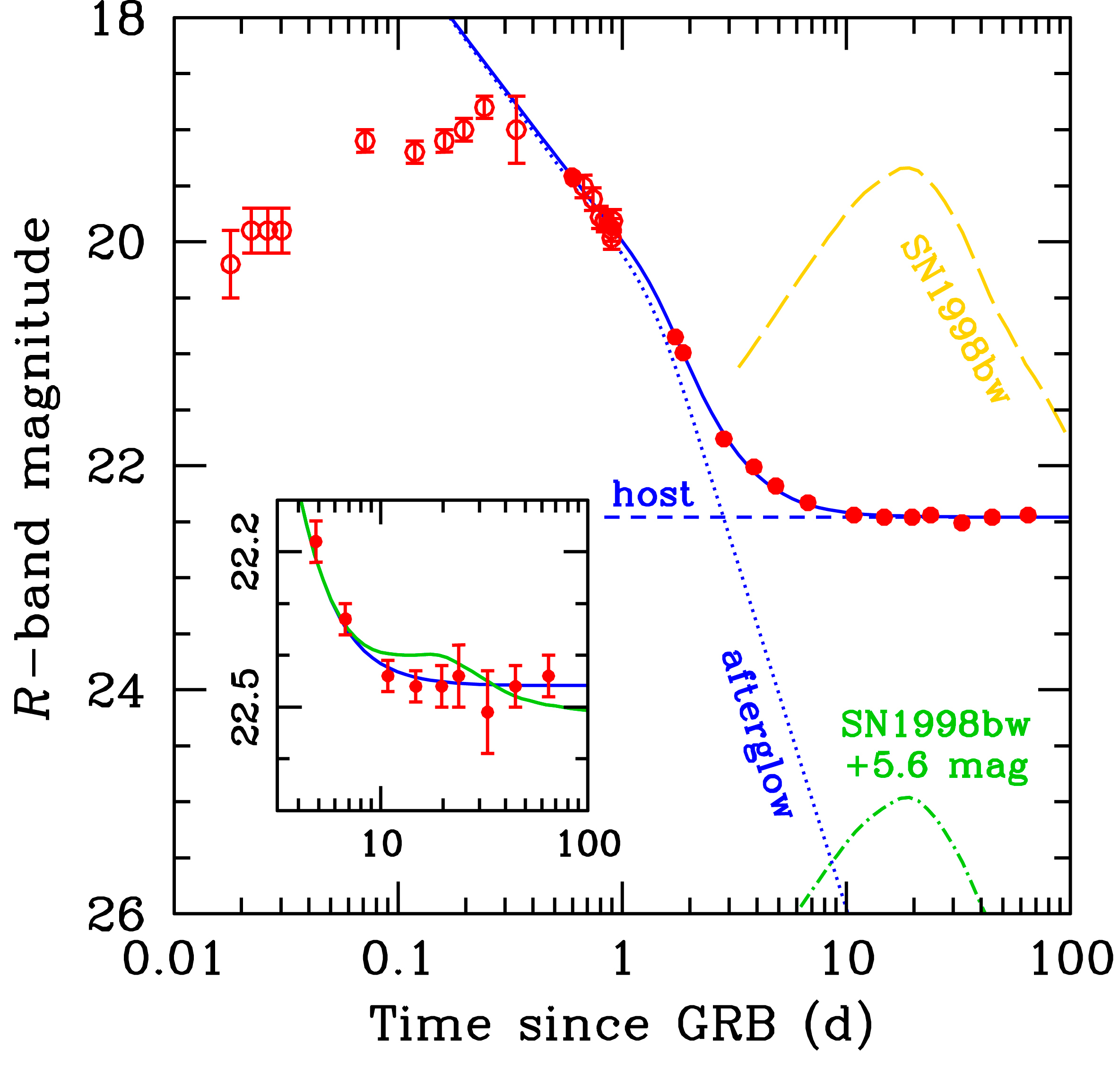
Courbe de lumière de l'émission de GRB 060614. Les cercles représentent les données observées.

GRB 060614 est un sursaut gamma détecté par l'observatoire Neil Gehrels Swift le 14 juin 2006, avec des propriétés particulières. Il a remis en question un consensus scientifique précédemment détenu sur les progéniteurs des sursauts gamma et les trous noirs.

## Propriétés physiques
Avant cette détection, on pensait qu'un sursaut gamma long, comme GRB 060614, était probablement causé par l'effondrement gravitationnel d'une grande étoile dans un trou noir, et serait accompagné d'une supernova détectable, tandis que de courts sursauts gamma étaient considéré comme la fusion de deux étoiles à neutrons. Cependant, l'absence de toute supernova et les décalages spectraux de disparition pendant le GRB 060614 sont typiques des GRB courts, en contradiction avec la longue durée (102 s) de cet événement et son origine dans une galaxie à 1,6 milliard d'années-lumière dans la constellation de l'Indien. En décembre 2006, un article sur le sursaut a été publié dans la revue Nature, les éditeurs décrivant une chasse aux scientifiques pour définir un nouveau système de classification GRB pour tenir compte de ce sursaut. GRB 060614 a ensuite été classé comme un "sursaut gamma hybride", défini comme un long sursaut sans supernova d'accompagnement, et on a émis l'hypothèse qu'il s'agissait d'une observation d'un trou blanc.